# Charles Antenen
Charles Antenen (ur. 3 listopada 1929 w La Chaux-de-Fonds, zm. 20 maja 2000 w Les Bayards) – szwajcarski piłkarz występujący na pozycji napastnika. Uczestnik Mistrzostw Świata 1950, 1954 oraz 1962. W swojej karierze zawodniczej występował w klubach FC La Chaux-de-Fonds oraz Lausanne Sports.